# Лобанов-Ростовский, Яков Иванович (1660)
Князь Я́ков Ива́нович Лоба́нов-Росто́вский (9 октября 1660 — 23 мая 1732) — комнатный стольник во времена правления царей Фёдора, Ивана и Петра Алексеевичей.
Из княжеского рода Лобановы-Ростовские. Единственный сын князя Ивана Ивановича Лобанова-Ростовского.

## Биография
В 1676—1682 годах сопровождал государей в поездах по монастырям и показан девятнадцатым комнатным стольником.
В правление царевны Софьи Алексеевны при малолетних Иване V и Петре I, в 1685 году был обвинён в совершённом им на Троицкой дороге разбойном нападении на царскую казну и убийстве двух сопровождавших её людей. «И тех мужиков они разбили и казну взяли себе и двух человек мужиков убили до смерти». Виновных арестовали, и всем им грозила смертная казнь. И лишь по слезному «упросу» родной тётки Анны Никифоровны для князя наказание было смягчено. Лобанов был приговорён к наказанию кнутом и лишён «безповоротно» четырёхсот крестьянских дворов. Его сообщника Ивана Микулина сослали в Сибирь, а «человека-калмыка да казначея за то воровство повесили». Вероятно, что до 1689 года, когда была смещена с правления Софья Алексеевна, находился в опале.
В царствование Петра I начал службу в потешных войсках, в 1694 году участвовал в Кожуховских манёврах в чине поручика Семёновского полка. М. Г. Спиридов указывает, что в 1694 году в Кожуховских манёврах Яков Иванович был в числе капитана Преображенского полка и показывает его в 1703 году пятнадцатым комнатным стольником, а по другим документам в это время он находился в опале и заключении.
В 1695 году упоминается капитаном Преображенского полка. Участвовал в Азовских походах в чине капитана третьей роты Преображенского полка.
В 1697 году направлен за границу в составе Великого посольства.
В 1700 году в чине майора Семёновского полка участвовал в битве при Нарве, бежал с поля боя, предстал перед судом военного трибунала и был приговорён к смерти. Ему была сохранена жизнь, в 1705 году он ещё находился в заключении.
Умер в 1732 году.

## Семья
Яков Иванович был женат дважды, причём в обоих браках родилось 28 детей. Такого обширного потомства у одного человека в истории русских благородных фамилий большое нет. Правда, из четырнадцати сыновей в младенчестве умерло десять и из четырнадцати дочерей — шесть взрослых, следовательно оказалось четыре сына и восемь дочерей, две из которых, так же умерли в девицах: княжна Мария Яковлевна (старшая, ум. 1700) и княжна Екатерина Яковлевна (предпоследняя, ум. 1730).
1-я жена: княжна Евдокия Петровна Урусова (1665—1697). В этом браке родилось двенадцать сыновей и девять дочерей.
2-я жена: Наталья Григорьевна Чирикова (1679—1746). При этом П. Н. Петров указывает, что второй женой князя Якова Ивановича являлась — княжна Мария Михайловна Черкасская, ту же супругу указывает П. В. Долгоруков в Российской родословной книге. В этом браке родилось два сына и пять дочерей.
Из известных детей:
- Князь Лобанов-Ростовский Михаил Яковлевич (ум. 1722) — отец трёх сыновей (двое умерли в младенчестве и один бездетный Фёдор Михайлович) и пяти дочерей (трое умерли во младенчестве).
- Князь Лобанов-Ростовский Алексей Яковлевич — умер в детстве.
- Князь Лобанов-Ростовский Иван Яковлевич (ум. 1740) — капитан флота, уволен по болезни в 1728 году.
- Князь Андрей Яковлевич (ум. 1689) —
- Князь Лобанов-Ростовский Василий Яковлевич (ум. 1691) —
- Князь Лобанов-Ростовский Алексей Яковлевич (ум. 1693) —
- Князь Лобанов-Ростовский Григорий Яковлевич (ум. 1709).
- Князь Лобанов-Ростовский (ум. 1695) — от второго брака (не путать с сыном Василием от первого брака).
- Князь Лобанов-Ростовский Андрей Яковлевич (ум. 1698) —
- Князь Лобанов-Ростовский Фёдор Яковлевич (ум. 1700).
- Князь Лобанов-Ростовский Михаил Яковлевич (ум. 1706)
- Князь Лобанов-Ростовский Иван Яковлевич —
- Князь Лобанов-Ростовский Николай Яковлевич —
- Княжна Аграфена Яковлевна (ум. 1686) — не путать с Аграфеной Яковлевной женой князя Кантемира.
- Княжна Анастасия Яковлевна (ум. 1692).
- Княжна Татьяна Яковлевна (ум. 1701).
- Княжна Евдокия Яковлевна (ум. 1730).
- Княжна Мария Яковлевна (ум. 1702) — не путать с двумя сестрами: (ум. 1700) и (ум. 1711).
- Княжна Ирина Яковлевна (1684—1758) — жена князя Голицына Фёдора Алексеевича.
- Княжна Марфа Яковлевна — жена князя Репнина Ивана Аникитича.
- Княжна Анна Яковлевна — в супружестве за Мавриным.
- Княжна Александра Яковлевна — жена князя Долгорукова Сергея Владимировича.
- Княжна Аграфена Яковлевна (1708—1772) — жена князя Кантемир Матвея Дмитриевича.
- Княжна Фетинья Яковлевна (1714—1777) — жена графа Шереметьева Сергея Борисовича.

Все умершие дети были похоронены в Рождественском монастыре, ставшим фамильной усыпальницей князей Лобановых-Ростовских.
По мужской линии из внуков женился и оставил детей только Иван Иванович.